# Ricardo Bermejo
Ricardo Bermejo López (* 1900; † 17. August 1957 in Santiago de Chile) war ein chilenischer Radrennfahrer.

## Sportliche Laufbahn
Bermejo war im Bahnradsport aktiv und Teilnehmer der Olympischen Sommerspiele 1924 in Paris. Im Punktefahren schied er aus. Im Sprint schied er in seinem Vorlauf gegen William Fenn aus.